# インダーコイ
インダーコイ（学名：Cyprinus intha）はコイ科コイ属の一種である。
外来種のコイとの交雑等により絶滅の危機に瀕している。

## 概要
ミャンマーのシャン高原にある孤立した大きな淡水湖であるインレー湖の固有種である。
ミトコンドリアDNAを分析したところによると、約500万年前に他の種から分化した系統であることが判明している。
しかしながらインレー湖の周辺域には、東アジアに分布するコイ（キプリヌス・ルブロフスクス）の養殖系統が存在している。両種は側線鱗数などの外部形態で区別することが可能であるが、中間的な特徴を持った個体が確認されていることから、両種の交雑による遺伝子汚染が発生している可能性が極めて高い状況となっている。